# Virrei Amat (metrostation)
Virrei Amat is een metrostation van de metro van Barcelona en wordt aangedaan door lijn 5. Het station ligt district Nou Barris onder Plaça Virrei Amat tussen Carrer Felip II en Carrer Varsòvia. Het is geopend in 1959 met de naam Virrey Amat, als onderdeel van lijn II die dat jaar wordt geopend en gaat van La Sagrera tot Vilapicina. In 1970 gaat lijn II deel uitmaken van lijn V, als de stations La Sagrera en Diagonal met elkaar worden verbonden, en als in 1982 de lijnnummers en stationsnamen worden gereorganiseerd, zal het station zijn huidige naam krijgen.
De gebogen perrons hebben boven elk uiteinde een toegangshal met kaartverkoop, en elke hal heeft weer twee ingangen. 